# Kanton Sainte-Livrade-sur-Lot
Kanton Sainte-Livrade-sur-Lot (francouzsky Canton de Sainte-Livrade-sur-Lot) je francouzský kanton v departementu Lot-et-Garonne v regionu Akvitánie. Tvoří ho čtyři obce.

## Obce kantonu
- Allez-et-Cazeneuve
- Dolmayrac
- Sainte-Livrade-sur-Lot
- Le Temple-sur-Lot